# Gymnochthebius nitidus
Gymnochthebius nitidus är en skalbaggsart som först beskrevs av Leconte 1850.  Gymnochthebius nitidus ingår i släktet Gymnochthebius och familjen vattenbrynsbaggar. Inga underarter finns listade i Catalogue of Life.